# European History Quarterly
La  European History Quarterly  è una rivista accademica trimestrale di storia, i cui articoli sono sottoposti a revisione paritaria. Fu fondata nel 1971 col nome di European Studies Review  e assunse la denominazione attuale a partire dal 1984.
Il periodico, edito dalla SAGE Publications, pubblica contenuti storici che spaziano dall'età medievale al primo dopoguerra.
Gli articoli e i relativi abstract sono indicizzati da Social Sciences Citation Index.